# BMW 132

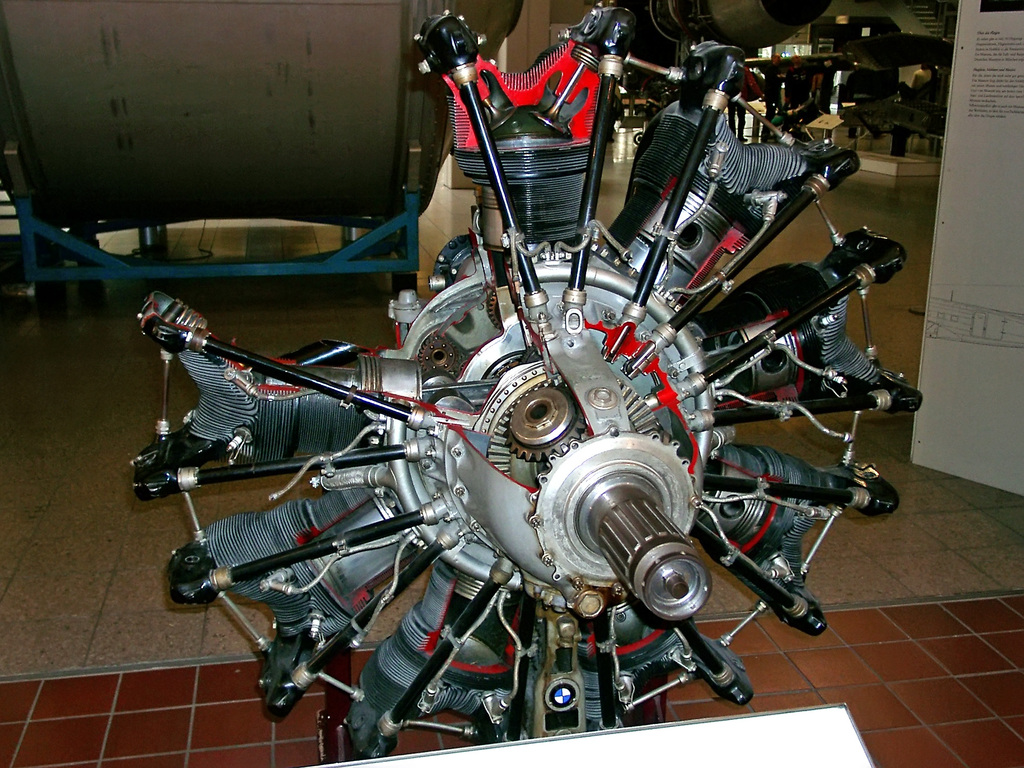
BMW 132

Der BMW 132 ist ein luftgekühlter Flugmotor des deutschen Herstellers BMW. Von dem Neunzylinder-Sternmotor mit Fremdzündung wurden zwischen 1933 und 1945 über 21.000 Stück in diversen Varianten gebaut.

## Geschichte
Der BMW 132 ist eine Weiterentwicklung des Pratt & Whitney R-1690, auch als Pratt & Whitney Hornet A bekannt, für den BMW ab dem 3. Januar 1928 die Nachbaurechte hatte. Die danach gefertigten Motoren wurden als BMW Hornet bezeichnet. Die Firma erwarb 1933 von Pratt & Whitney eine weitere, jetzt für ganz Zentral-Europa geltende Produktionslizenz, diesmal für den verbesserten Hornet B. Gleichzeitig entwickelte BMW jedoch bereits eigene Motoren, so den BMW 128 und begann mit der Entwicklung des BMW 132, unter Verwertung der Erfahrungen bei Fertigung und Einsatz des BMW Hornet. Er war im Wesentlichen ein auf metrisches System umkonstruierter und verbesserter Hornet und hatte fast identische Zylinderabmessungen. Weitgehend konnten somit der BMW 132 und der R-1690 gegeneinander ausgetauscht werden. Das ergab die Möglichkeit, deutsche Flugzeuge für den Export mit jedem der beiden auszurüsten.
Es gab eine Vielzahl von Ausführungen, mit Vergaser von Pallas-Stromberg oder Mona-Hobson, als Boden- (A, D, E, L) aber auch als Höhenmotor (D). Ab 1937 kamen noch Versionen mit Benzindirekteinspritzung hinzu, mit der ebenfalls Boden- (K, M), aber auch Höhenmotorausführungen (F, J, N) ausgestattet wurden. Der Motor wurde ständig weiterentwickelt. Fortschritte bei den Werkstoffen und bei deren Bearbeitung ließen die Leistung stetig steigen. So wurde es ab der Ausführung 132 L möglich, durch eine bessere Gießtechnik wesentlich feinere Kühlrippen herzustellen, um so die Kühlfläche bedeutend zu vergrößern. Pro Zylinder sorgte je ein Ein- und Auslassventil für den Gaswechsel, die Auslassventile waren zur besseren Wärmeableitung mit Natrium gefüllt.
Weiterentwicklungen mit einem neuen Einstufen-Zweiganglader erhielten die Bezeichnungen P, Q, R, S, wobei sich P und Q beziehungsweise R und S nur durch den Drehsinn der Kurbelwelle unterschieden. Diese letzten Baureihen erreichten eine Kurzleistung von 880 kW (1136 PS). Daraus sollte eine eigene neue Motorenreihe abgeleitet werden, der BMW 136, wozu es jedoch wegen der weiter gestiegenen Leistungsforderungen der militärischen Luftfahrt nicht mehr kam. Eine weitere Ausführung, der BMW 134, sollte in der Kriegszeit ohne sogenannte Sparstoffe auskommen; es blieb bei nur einem Versuchsmotor. Aus Komponenten des BMW 132 wurde der Doppelsternmotor BMW 139 konstruiert. Trotz vieler Versuche gelang es nicht, die bestehenden Kühlungsprobleme dieses Motors zu beheben. Seine Entwicklung wurde schließlich zugunsten des BMW 801 eingestellt.
Obwohl in den 1930er-Jahren der Motor bei einer Reihe von Kampfflugzeugen wie der Junkers Ju 86 (nachträglich eingebaut als Ersatz des sich als ungeeignet erweisenden Dieselmotors Jumo 205), der Do 17 P und der Henschel Hs 123 vorgesehen, erwies er sich für Kampfflugzeuge bald als zu schwach. Im Verlauf des Zweiten Weltkrieges wurde der BMW 132 deswegen durch leistungsfähigere Motoren abgelöst. Als Antrieb für die Ju 52 wurde er jedoch weiter gefertigt und verhalf so dem erfolgreichsten deutschen Transportflugzeug der 1930er- und 40er-Jahre zu seinem Ruf.

## Verwendung
Eingebaut wurde der BMW 132 in eine Vielzahl bekannter Flugzeugmuster, so neben der Junkers Ju 52 und der Ju 86 auch in die Junkers W 34 hi. Zusammen mit den frühen Versionen des Langstreckenpassagierflugzeuges Focke-Wulf Fw 200 erlangte der Motor 1938 internationale Aufmerksamkeit, nachdem damit der erfolgreiche Nonstopflug von Deutschland nach New York gelungen war.
Weiter wurde der Motor verwendet in den Flugzeugen Dornier Do 17 P, Junkers Ju 46, Junkers Ju 90, Junkers Ju 160, Arado Ar 95, Arado Ar 195, Arado Ar 196, Arado Ar 197, Heinkel He 111,  Heinkel He 114, Heinkel He 115, Henschel Hs 122, Henschel Hs 123, Henschel Hs 124, Blohm & Voss BV 141 A, Dornier Do 18 L, Blohm & Voss Ha 137 A, Blohm & Voss Ha 140, Blohm & Voss BV 142 und Focke-Wulf Fw 62.

## Konstruktive Ausführung (BMW 132 F, J, K, M, N)

### Motorgehäuse
Wie beim Ausgangsmodell R-1690 besteht das Motorgehäuse aus fünf Teilen – dem Gehäusevorderteil, dem zweigeteilten Kurbelgehäuse, dessen beiden Hälften durch neun Schrauben miteinander verbunden sind, dem Gemischladergehäuse und dem Geräteträger. Das Gehäusevorderteil mit oder ohne Untersetzungsgetriebe und dem Schubkugellager hat Befestigungszapfen für den Nockentrommelantrieb, der die beiden Nockenringe mit je vier Nocken und das mit der Kurbelwelle verbundene Vorgelege mit einer Übersetzung von i = 8 enthält. Die hintere Kurbelgehäusehälfte trägt an ähnlichen Zapfen das Ladergehäuse, an dem wiederum der Hilfsgeräteträger angeflanscht ist. In die Kurbelgehäusehälften waren Stahlringe eingesetzt, die wiederum die Kugellager der Kurbelwelle aufnahmen. Beide Gehäusehälften haben eine eigene Ölrückführung.

### Kurbelwelle
Die einfach gekröpfte, dreifach gelagerte Kurbelwelle besteht aus zwei Teilen, die durch einen Schraubbolzen miteinander verbunden sind. Während der vordere Kurbelwellenteil die Abtriebswelle, eine Kurbelwange und den Hubzapfen trägt, besteht der hintere Teil aus einer Kurbelwange und einem Aufnahmezapfen für das hintere Kurbelwellenlager. Beide Kurbelwangen tragen zweiteilige angenietete Gegengewichte. Die axialen Kräfte werden von dem Kugellager im Gehäusevorderteil aufgenommen. Die Drehung der Kurbelwelle wird entweder direkt oder über ein Planetengetriebe mit Untersetzung i = 1,38 (bei den Modellen 132 J, K) oder 1,613 (bei den Modellen 132 F, M, N) auf die Luftschraube übertragen.

### Pleuel und Kolben

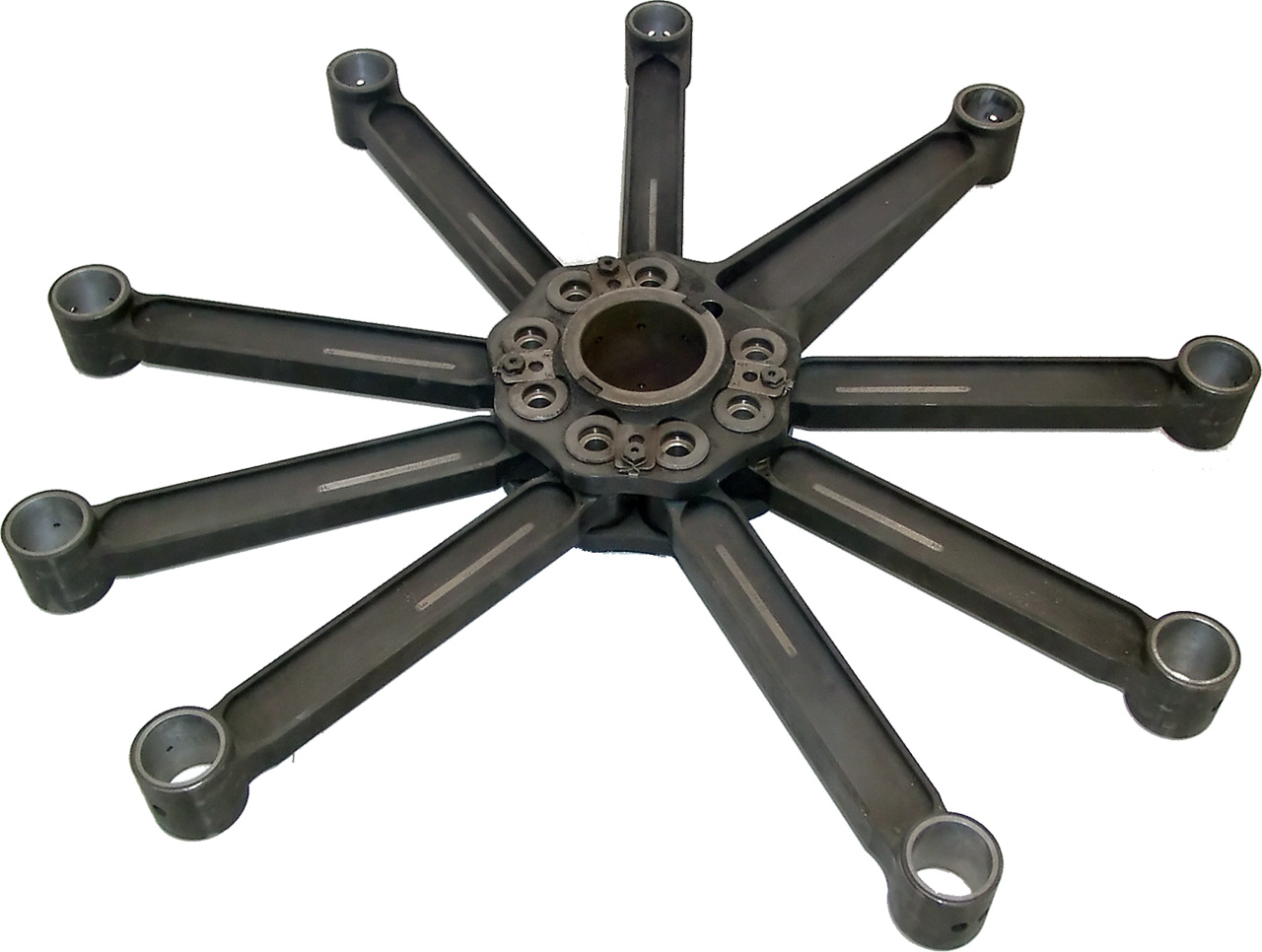
Haupt- und Nebenpleuel eines BMW 132

Das Hauptpleuel, an dem die acht Nebenpleuel befestigt sind, läuft auf dem Kurbelwellenhubzapfen mit einem Gleitlager, das aus einer Stahlschale mit Blei-Bronze besteht. Die Fußlager der Nebenpleuel wie auch die Kolbenbolzen haben Lager aus Phosphor-Bronze. Alle Pleuelstangen haben einen Doppel-T-Querschnitt, um die Knickfestigkeit zu vergrößern. Die Aluminiumkolben mit flachem Boden werden durch einen hohlen Kolbenbolzen mit den Pleuel verbunden und tragen drei Kompressionsringe oberhalb und einen Ölabstreifring unterhalb des Kolbenbolzenauges.

### Zylinder und Zylinderkopf

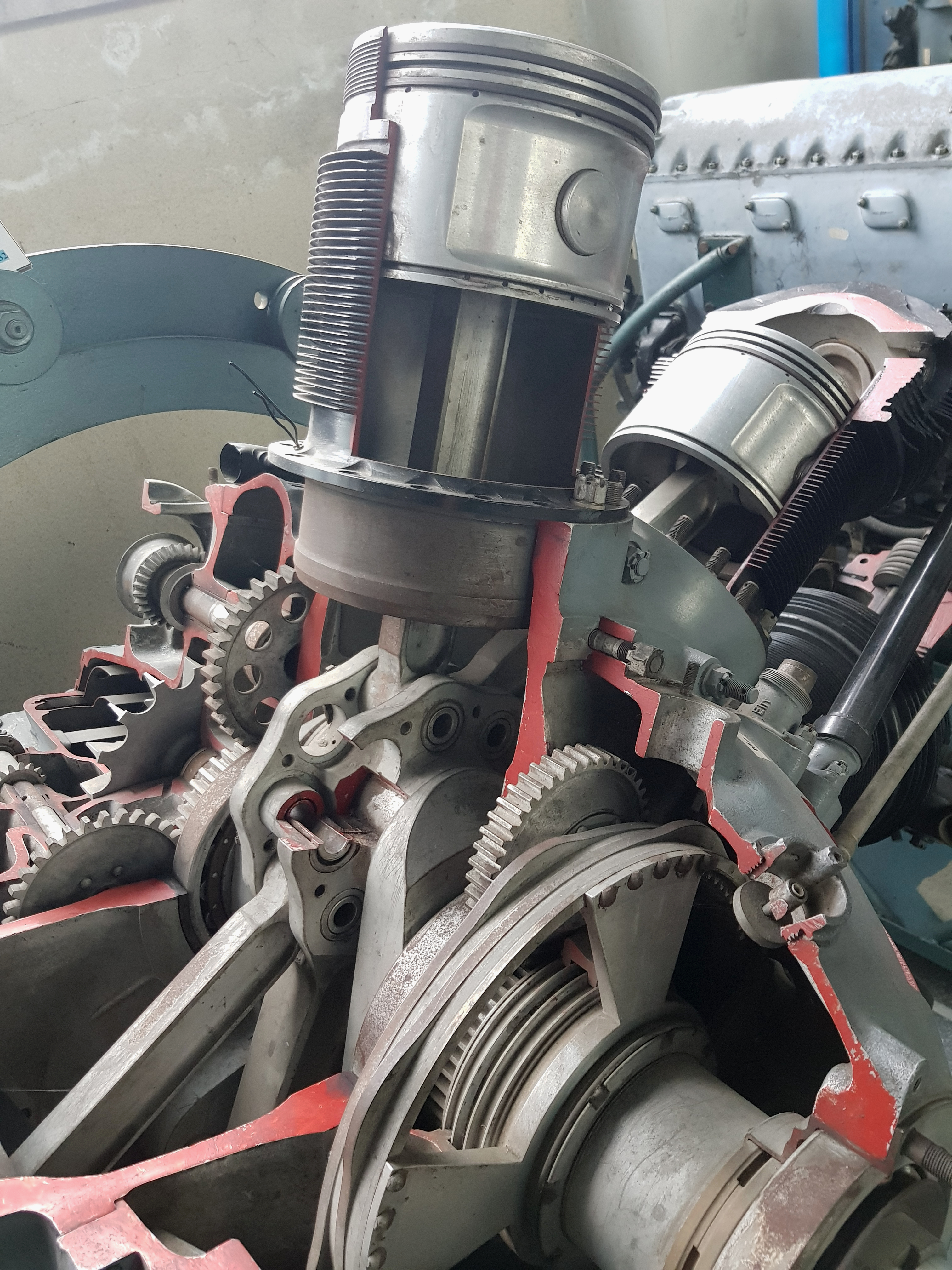
Zylinder des BMW 132, M15.

Die Kolben laufen in eng verrippten Zylindern aus Chrom-Molybdän-Stahl, auf denen die Zylinderköpfe aus Aluminium aufgeschrumpft sind. Die unter 70° gegeneinander geneigten Ventilführungen der Ein- und Auslassventile ragen aus dem Zylinderkopf heraus. Jedes Ventil wird durch zwei konzentrisch angeordnete Ventilfedern geschlossen gehalten und von der Nockentrommel über Stößel, Stoßstangen und Kipphebel betätigt. Die Auslassseite weist eine wesentlich stärkere Verrippung auf als die thermisch weniger belastete Einlassseite. Die Ventilsitze sind in den Zylinderkopf eingeschrumpft. Die Bohrungen für die beiden Zündkerzen der Doppelzündung finden sich auf der Vorderseite der Zylinderköpfe, während das Einspritzventil bei den Motoren mit Direkteinspritzung auf der hinteren Seite eingeschraubt ist. Die Auslassventile bestanden aus austenitischem Stahl und waren zur besseren Wärmeableitung mit Natrium gefüllt. Chromstahl war der Werkstoff der massiven Einlassventile.

### Gemischaufbereitung und Schmierung
Der Kraftstoff wird bei den Motoren mit Einspritzung von einer Neunstempel-Einspritzpumpe von Bosch, die am Geräteträger angeflanscht war, über die Einspritzventile direkt in die Zylinder eingespritzt. Die Kraftstoffmenge wurde, abhängig vom Luftdruck in der Zuleitung zu den Einlassventilen und von der Temperatur des Frischgases geregelt. Der Motor wurde durch einen Schleuderlader mit verdichteter Frischluft versorgt. Die Übersetzung des Laderantriebs betrug für BMW 132 K und M i=0,142857. Die entsprechenden Werte bei den sonst baugleichen Motoren F lagen bei i = 0,087719, bei der Ausführung J und N bei i = 0,098619. Für die Zündung waren zwei Bosch-Magnete vorhanden. Die Zündfolge war 1–3–5–7–9–2–4–6–8. Zur Vermeidung von Funkstörungen waren die Leitungen zu den Zündkerzen abgeschirmt. Die Schmierung wurde durch eine Trockensumpfschmierung sichergestellt. Den Ölumlauf besorgten zwei Druckölpumpen, eine Hauptrückförderpumpe sowie zwei Hilfsrückförderpumpen. Angelassen wurde der Motor durch einen Schwungkraftanlasser.

## Technische Daten
|        | Bohrung (mm) | Hub (mm) | Hubraum (l) | Verdichtung | Luftschrauben- getriebe (i) | Länge (mm) | Durch- messer (mm) | Gewicht (kg) | Startleistung (PS bei min−1) | Dauerleistung (PS bei min−1) | Volldruck- höhe (m) | Spez. Verbrauch (g/PSh) |
| ------ | ------------ | -------- | ----------- | ----------- | --------------------------- | ---------- | ------------------ | ------------ | ---------------------------- | ---------------------------- | ------------------- | ----------------------- |
| 132 A  | 155,5        | 162      | 27,7        | 6,0:1       | ohne                        | 1270       | 1405               | 430          | 725/2050                     | 550/1930                     | 900                 | 230                     |
| 132 Dc | 155,5        | 162      | 27,7        | 6,5:1       | 1,613                       | 1411       | 1380               | 525          | 850/2450                     | 550/2100                     |                     |                         |
| 132 E  | 155,5        | 162      | 27,7        | 6,0:1       | ohne                        | 1270       | 1405               | 430          | 650/2000                     | 550/1895                     | 0                   | 230                     |
| 132 F  | 155,5        | 162      | 27,7        | 6,5:1       | 1,613                       | 1256       | 1372               | 525          | 800/2350                     | 650/2200                     |                     |                         |
| 132 J  | 155,5        | 162      | 27,7        | 6,5:1       | 1,38                        | 1256       | 1372               | 525          | 960/2550                     | 715/2200                     |                     |                         |
| 132 K  | 155,5        | 162      | 27,7        | 6,5:1       | 1,38                        | 1256       | 1372               | 525          | 960/2550                     | 715/2200                     | 1800                | 215                     |
| 132 M  | 155,5        | 162      | 27,7        | 6,5:1       | 1,613                       | 1256       | 1372               | 525          | 865/2450                     | 670/2250                     |                     |                         |
| 132 N  | 155,5        | 162      | 27,7        | 6,5:1       | 1,613                       |            |                    | 525          | 865                          |                              |                     |                         |
| 132 T  | 155,5        | 162      | 27,7        | 6,0:1       | ohne                        | 1270       | 1405               | 430          | 725/2050                     | 550/1930                     | 900                 | 230                     |